# Albert Singrün
Henri Albert Singrün, född 13 maj 1860 i Illkirch-Graffenstaden i dåvarande Frankrike, död 6 december 1933 i Épinal i Frankrike, var en fransk ingenjör och företagare.
Albert Singrün var det fjärde av fem barn till fabrikören Benoît Singrün (1831–1912) och Henriette Friggi (1824–1899). Fadern hade 1870 grundat Société des Etablissements Singrün i Strasbourg, tre månader före fransk-tyska kriget 1870–1871, men efter kriget flyttat verksamheten till Épinal i Vosges. Sönerna Joseph Singrün (1856–1921) och Albert blev delägare 1886 och övertog 1890 helt företaget, som namnändrades till Singrün Frères, från 1901 till Société des Etablissements Singrün SA. Dess huvudprodukter var Francisturbiner, Peltonturbiner och andra vattenturbiner.
Den franske prästen Marcel Audiffren hade 1894 uppfunnit en hermetiskt tillsluten kylningsmaskin med en handvevad kompressor, ursprungligen för att användas i klostrets vinfabrikation. Kylmaskinen hade tre delar: kompressor, kondensator och evaporator. Kylmediet var svaveldioxid. Han fick patent i Frankrike för detta 1894 och året efter världsomfattande patent i USA. Albert Singrün påbörjade ett samarbete med Marcel Audiffren och
brödernas företag började 1903 saluföra en förbättrad variant. År 1908 fick Audiffren och Singrün tillsammans ett ytterligare patent på förbättringar av kylmaskinen.
På basis av dessa uppfinningar tillverkades kylmaskiner och kylskåp. Audiffren och Singrün sålde 1911 patenträttigheter till några amerikaner, som bildade American Audiffren Refridgerating Machine Company i USA. Detta företag ingick avtal med General Electric om tillverkning av kylmaskiner och kylskåp för hushållsbruk i General Electrics fabrik i Fort Wayne i Indiana. Produkterna salufördes under namnet ”Audiffren”, och också ”Audiffren-Singrün”. I början möttes kylskåpen av farhågor om säkerhet, eftersom de opererade med giftig svaveldioxidgas under tryck och förutsattes hanteras i hushållen utan tillsyn av någon tekniker. Fram till 1928 tillverkades i USA årligen mellan 150 och 200 enheter.
I Europa tillverkades kylutrustningen av Société des Etablissements Singrün SA i Golbey och salufördes som "Le Frigorigène Audiffren – machine rotative à glâce et à froid" av La société d'applications frigorifiques SA.
Albert Singrün var kvar i företaget till 1929.
Han gifte sig 1893 med Marie Zürcher (1867–1943). Paret hade två döttrar.